# جياد
مدينة جياد الصناعية هي مدينة صناعية تقع على بعد 50 ميلاً جنوب الخرطوم في السودان تمتلكها وتشغلها مجموعة جياد الصناعية. تأسست المجموعة في عام 1993 على رؤيا أن تكون كبرى المجموعات الصناعية في أفريقيا، وفق رسالة مفادها قيادة النهضة الصناعية والزراعية والتنموية وأن تكون من رواد الصناعة في المنطقة ومن أكبر دعامات الاقتصاد الوطني.
تقوم المدينة الصناعية بتصنيع وتجميع سيارات الركاب، والشاحنات، والحافلات والدراجات النارية والمركبات محرك صغير؛ و تصنيع أسلاك الفولاذ والألومنيوم والنحاس، والكابلات والأنابيب المعدنية، والمعدات الزراعية والضاغط، والدهانات والطلاء؛ تقوم بتصنيع المعدات الطبية؛ يملك ويعمل ويدير ممتلكات عقارية مثل المجمعات الصناعية وغيرها من الممتلكات؛ تصنيع وتوزيع الأثاث.

## مجالات العمل
تتركز عمل المجموعة  في الأنشطة الآتية:
1. صناعة المركبات.
2. الصناعات المعدنية.
3. الصناعات الإلكترونية.
4. صناعة الطيران.
5. صناعة البحرية.
6. التعدين.
7. الصناعات الزراعية.
8. النقل.
9. الطاقات البديلة والمتجددة.
10. البني التحتية والإنشاءات.
11. تقنيات الفضاء.
12. الأثاثات  والمعدات الطبية .
13. صناعة  البطاريات.
14. صناعة  الغزل والنسيج.
15. صناعة  الجلود.
16. تنمية الصادرات الزراعية.
17. تنمية  الصادرات الحيوانية.
18. البحث والتطوير.

## شركة جياد
تأسست شركة جياد للسيارات المحدودة في اليوم السابع من شهر أغسطس في العام 2004وفقا" لقانون الشركات لعام 1925 تحت شهادة التأسيس بالرقم (22973) وهي تق وم بتصنيع السيارات والشاحنات الخفيفة وهي إحدى شركات مجموعة جياد للصناعات الهندسية. وتقع مصانع الشركة على بعد 55 كلم جنوب الخرطوم على طريق الخرطوم مدني وتبلغ مساحة المصانع 60000 متر مربع ويبلغ عدد العاملين فيها 365 عامل .
وتمتلك الشركة معرض لتسويق المنتجات ببرج جياد بالخرطوم . نالت الشركة شهادة (ISO 9001-2000)في العام 2005 والتعديل في العام 2010إلى (ISO 9001-2008) وأيضا" شهادة البيئة والسلامة والصحة المهنية (OHSAS 18001: 2007) في العام 2015 وتم تطبيق نظام الجودة الآيزو (ISO 9001-2015) كما نالت الشركة جائزة المنظومة للتميز المؤسسي لعام 2017 م . تقوم الشركة بإنتاج وتسويق الأنواع الآتية من السيارات والشاحنات الخفيفة بموجب ترخيص من شركات عالمية مثل Hyundai Chery BYD Ssanyuong DFAC.

## حقائقوأرقام
4800 عميل
365 عدد العاملين
12 مراكز خدمة معتمدة
10 وكلاء في العاصمة والولايات

##### مصنعبناءالجسم
هو المصنع المختص بلحام وتركيب وتثبيت جسم العربة وهو يتكون من عدة محطات عدد من المحطات الرئيسية وعلى جانبي خط الإنتاج و ومحطات أخرى فرعية

##### مصنعالطلاء
هو المصنع الثاني بعد مصنع بناء الجسم والهيكل ويختص المصنع بطلاء جميع سيارات الشركة ويمتلك تكنولوجيا حديثة عالميا" وهو يمثل مفخرة تميز شركة جياد للسيارات عن منافسيها ويمثل مصدر قوة ونواه لتوطين صناعة السيارات في السودان وتمتلك الشركة قسم لطلاء العربات والذي بدوره ينقسم لخطين رئيسين

##### مصنعالتجميع النهائي
وفيه يتم تجميع أجزاء السيارة المختلفة وفحصها وإختبارها وتدويرها لتكون ملبية لرغبة ورضاء الزبائن ، يتكون المصنع من خطي إنتاج هما خط إنتاج الصالون وخط الانتاج العام ، يمر تجميع السيارة بعدة مراحل ومحطات

##### مصنعفلاترالسيارات
هو أحد المصانع المختصة بالصناعات المغذية لصناعة السيارات وهو أحد مكونات عملية التطوين
مصنع الفلاتر يختص بصناعة فلاتر السيارات وتم افتتاح المصنع في العام 2016 وفيه يتم صناعة جميع فلاتر سيارات والموديلات كهدف مستقبلي ، المصنع يحتوي على ثلاث خطوط إنتاج
- المدينة المخططة